# Anthony Leiserowitz
Anthony Leiserowitz est un géographe humain à l'Université Yale qui étudie les perceptions publiques du dérèglement climatique. Il examine particulièrement les perceptions sur cette thématique aux États-Unis d'Amérique, où les gens sont considérablement moins conscients du changement climatique que dans d'autres pays. Aux États-Unis, la sensibilisation aux informations sur le changement climatique est fortement influencée par les émotions, les images, les associations et les valeurs. Leur discours public reflète un manque de compréhension de la science dans le changement climatique et une faible prise de conscience du potentiel de réponses efficaces à celui-ci,.

## Jeunesse et études
Parfois appelé Tony Leiserowitz, il grandit dans une ferme du Michigan. Ses parents sont sculpteurs. Il obtient son diplôme de premier cycle à l'Université d'État du Michigan en 1990, puis déménage au Colorado. Là-bas, il s'intéresse au changement climatique et se rend à l'Université de l'Oregon pour étudier avec Paul Slovic, un expert en perception des risques. En 2003, il obtient son doctorat en géographie humaine.

## Carrière
Il rejoint la faculté de Yale en 2007. Il commence à collaborer avec Edward Maibach en 2008 pour étudier la perception du public sur le dérèglement climatique.
À partir de 2018, il est nommé chercheur principal à la Yale School of Forestry and Environmental Studies, et devient directeur du projet Yale sur la communication sur le changement climatique, chercheur principal au Center for Research on Environmental Decisions à l'Université Columbia, et chercheur à Decision Research.
Il reçoit le prix du mérite environnemental 2011 de l'Agence de protection de l'environnement américaine (EPA) et, en 2013, plus de 100 articles scientifiques et chapitres de livres sur les croyances, les perceptions et les comportements en matière de changement climatique sont recensés comme étant rédigés par Anthony Leiserowitz.

## Documentaire
En 2021, il annonce la création d'un film documentaire, Meltdown, qui documente un voyage qu'il a effectué au Groenland. Il contient ses réactions et ses commentaires sur le changement climatique, qu'il étudie depuis des décennies. Une vidéo promotionnelle pour ce documentaire est publiée sur cheddar.com fin février 2021.

## Publications
- Leiserowitz, « American Risk Perceptions: Is Climate Change Dangerous? », Risk Analysis, vol. 25, no 6,‎ 2005, p. 1433–1442 (PMID 16506973, DOI 10.1111/j.1540-6261.2005.00690.x, S2CID 14619705)
- Leiserowitz, « Climate Change Risk Perception and Policy Preferences: The Role of Affect, Imagery and Values », Climatic Change, vol. 77, nos 1–2,‎ 2006, p. 45–72 (DOI 10.1007/s10584-006-9059-9, Bibcode 2006ClCh...77...45L, S2CID 7609337, CiteSeerx 10.1.1.406.9395)
- Maibach, Leiserowitz, Roser-Renouf et Mertz, « Identifying Like-Minded Audiences for Global Warming Public Engagement Campaigns: An Audience Segmentation Analysis and Tool Development », PLOS ONE, vol. 6, no 3,‎ 2011, e17571 (PMID 21423743, PMCID 3053362, DOI 10.1371/journal.pone.0017571, Bibcode 2011PLoSO...617571M)
- Leiserowitz, Kates et Parris, « Sustainability Values, Attitudes, and Behaviors: A Review of Multinational and Global Trends », Annual Review of Environment and Resources (en), vol. 31,‎ 2006, p. 413–444 (DOI 10.1146/annurev.energy.31.102505.133552, lire en ligne)
- Leiserowitz, Maibach, Roser-Renouf et Smith, « Climategate, public opinion, and the loss of trust », American Behavioral Scientist, vol. 57, no 6,‎ 2013, p. 818–837 (DOI 10.1177/0002764212458272, S2CID 197652372, CiteSeerx 10.1.1.176.7520)